# Babalorixá
Babalorixá ou babaloxá, também conhecido como pai de santo, pai de terreiro, ou babá, é o sacerdote das religiões afro-brasileiras. Seu equivalente feminino é a ialorixá ou mãe de santo.

## Etimologia
Bàbálórìsà palavra de origem iorubá formada pela junção de Bàbá+lo+Òrisà. Com o aportuguesamento tornou-se "Babalorixá" e "babaloxá", ("baba" + lo (de) + "orixá"). "Babá" é oriundo também do termo baba, "pai".
Um babalorixá do candomblé pode ser chamado de pai de santo, porém, pais de santo de outras religiões afro-brasileiras não podem ser chamados de babalorixá por não ter cumprido todas obrigações requeridas para se ter esse título.

## Babalorixá nocandomblé
Nem toda pessoa iniciada será um sacerdote com casa aberta, uma vez que isso será determinado por seu orixá na obrigação de sete anos (Oduijé), quando receberá o título e direitos de independência do seu babalorixá. No caso de o orixá não querer uma casa aberta, na hora da entrega dos direitos ele coloca isso aos pés do seu  babalorixá e a pessoa não precisará abrir uma casa, podendo permanecer na casa onde foi iniciado como ebomi.
Na sua função sacerdotal, o babalorixá faz consultas aos orixás através do jogo de búzios, uma vez que, no Brasil, não há o hábito de se consultar o babalaô, chefe supremo do jogo de Ifá. Isso se deve à ausência da figura do mesmo na tradição afro-brasileira, desde a morte de Martiniano do Bonfim, segundo os mais antigos ocorrida por volta de 1943. Desde então, o professor Agenor Miranda era convocado para escolher a mãe de santo nos grandes terreiros baianos, mas, agora, com os avanços tecnológicos e com a imigração voluntária de africanos para o Brasil, ouve-se falar de novos babalaôs na tradição brasileira, donde a necessidade de diferenciar ifá de merindilogum e jogo de búzios.
Na sua função administrativa, é o responsável maior por tudo o que acontece na casa: a quantidade de filhos de santo, a de pessoas para serem atendidas etc. Nela, ninguém faz nada sem a sua prévia autorização. Conta com a ajuda de muitas pessoas para a administração da mesma, cada uma com uma função específica na hierarquia, embora todos os auxiliares conheçam de tudo para atender a qualquer eventualidade.
Nas casas menores de candomblé, o babalorixá, além da função sacerdotal, acumula diversas outras funções, devendo ser conhecedor das folhas sagradas, seus segredos e aplicações litúrgicas; em caso de rituais ligados aos egunguns, ou se especializa, ou consulta um ojé quando necessário. Quando a casa ainda não tem um ogã confirmado, ele mesmo faz os sacrifícios; quando a casa ainda não tem alabê, normalmente o babalorixá convida alabês das casas irmãs para tocar o candomblé; na ausência da iabassê ou equede, ele mesmo faz as comidas dos orixás, costura as roupas das iaô, faz as compras e outras tarefas do dia a dia.
O candomblé pode ser considerado uma religião brasileira com origem em diversos sistemas mítico-religiosos de origem africana. Nessa perspectiva, corresponde simultaneamente a um sistema etnomédico ou "medicina tradicional de matriz africana" que vem sendo mantido (e recentemente reconstruído a partir das demandas pelo revival das medicinas tradicionais) a partir da sua origem nas culturas iorubá, banta, entre outras. A função do babalorixá, nesse caso, ganha destaque especial por sua relação com Obaluaiê ou com a referida prática de colher as folhas sagradas atribuídas, segundo Roger Bastide, ao babalossaim dedicado ao culto de Oçânhim.

## Babalorixá noBatuque
O babalorixá ou ialorixá tem a responsabilidade de formar novos sacerdotes, que darão continuidade aos rituais. Para isto é preciso preparar novos filhos de santo, que durante um certo período de tempo aprenderão todos os rituais para preservação dos cultos.

## Babalorixá noXangô do Nordeste
Toda casa de Xangô do Nordeste, também conhecido como Xangô do Recife, Xangô de Pernambuco ou Nagô-ebá, é dirigida por um babalorixá juntamente com uma ialorixá, diferentemente dos candomblés tradicionais da Bahia, onde, em algumas casas, apenas as mulheres podem assumir o cargo de líder, e, em outras, apenas um dos dois será o escolhido para assumir a liderança.

## Babalorixá noXambá
O babalorixá Artur Rosendo Pereira foi quem introduziu o Xambá em Pernambuco no início de 1920, fugindo das perseguições ao culto em Alagoas

## Babá naUmbanda
A iniciação na umbanda é diferente da iniciação no candomblé, e o iniciado na umbanda não passa pelos mesmos preceitos que o iniciado no candomblé.  